# Панамериканский Кубок по волейболу среди женщин 2018
17-й розыгрыш Панамериканского Кубка по волейболу среди женщин проходил с 8 по 14 июля 2018 года в Санто-Доминго (Доминиканская Республика) с участием 12 национальных сборных команд стран-членов NORCECA и CSV. Победителем в 6-й раз в своей истории и во 2-й раз подряд стала сборная США.

## Команды-участницы
Состав участников был скомплектован следующим образом:
- Доминиканская Республика (команда страны-организатора);
- США, Пуэрто-Рико, Куба, Канада, Мексика, Тринидад и Тобаго, Коста-Рика,  (7 лучших команд (помимо Доминиканской Республики) от NORCECA по континентальному рейтингу на 1 января 2018 года[2]);
- Бразилия, Аргентина, Перу, Колумбия (4 лучшие команды от CSV по международному рейтингу на 1 января 2018 года[3]).

## Система проведения турнира
12 команд-участниц на предварительном этапе разбиты на три группы, в которых играли в один круг. Приоритетом при распределении мест в группах является общее количество побед, затем количество набранных очков, соотношение выигранных и проигранных партий, соотношение мячей, результат личных встреч. За победы со счётом 3:0 команды получают по 5 очков, за победы 3:1 — по 4, 3:2 — по 3, за поражения 2:3 — по 2 очка, 1:3 — по 1, за поражения 0:3 очки не начисляются.
Двое (из трёх) победителей групповых турниров, имеющих лучшие показатели, напрямую выходят в полуфинал плей-офф. Оставшийся победитель и команды, занявшие в группах 2-е места, выходят в четвертьфинал и определяют ещё двух участников полуфинала. Полуфиналисты по системе с выбыванием определяют призёров Кубка. Итоговые 5—8-е места также по системе с выбыванием разыгрывают проигравшие в 1/4-финала и победители классификационных матчей за 7—10-е места.    

## Предварительный этап

### Группа А
| М | Команда                  | 1   | 2   | 3   | 4   | И | В | П | С/П | О  |
| - | ------------------------ | --- | --- | --- | --- | - | - | - | --- | -- |
| 1 | Канада                   |     | 3:0 | 3:0 | 3:0 | 3 | 3 | 0 | 9:0 | 15 |
| 2 | Доминиканская Республика | 0:3 |     | 3:0 | 3:0 | 3 | 2 | 1 | 6:3 | 10 |
| 3 | Перу                     | 0:3 | 0:3 |     | 3:0 | 3 | 1 | 2 | 3:6 | 5  |
| 4 | Коста-Рика               | 0:3 | 0:3 | 0:3 |     | 3 | 0 | 3 | 0:9 | 0  |

8 июля
Канада — Перу 3:0 (25:21, 25:12, 25:17); Доминиканская Республика — Коста-Рика 3:0 (25:14, 25:10, 25:16).
9 июля
Канада — Коста-Рика 3:0 (25:10, 25:10, 25:7); Доминиканская Республика — Перу 3:0 (25:16, 25:15, 25:16).
10 июля
Канада — Доминиканская Республика 3:0 (25:23, 25:14, 25:20); Перу — Коста-Рика 3:0 (25:22, 25:18, 25:15).

### Группа В
| М | Команда           | 1   | 2   | 3   | 4   | И | В | П | С/П | О  |
| - | ----------------- | --- | --- | --- | --- | - | - | - | --- | -- |
| 1 | США               |     | 3:0 | 2:3 | 3:1 | 3 | 2 | 1 | 8:4 | 11 |
| 2 | Пуэрто-Рико       | 0:3 |     | 3:0 | 3:2 | 3 | 2 | 1 | 6:5 | 8  |
| 3 | Куба              | 3:2 | 0:3 |     | 3:0 | 3 | 2 | 1 | 6:5 | 8  |
| 4 | Тринидад и Тобаго | 1:3 | 2:3 | 0:3 |     | 3 | 0 | 3 | 3:9 | 3  |

Пуэрто-Рико занимает место выше Кубы по соотношению мячей: Пуэрто-Рико — 1,028; Куба — 0,955.
8 июля
США — Тринидад и Тобаго 3:1 (21:25, 25:15, 25:22, 25:15); Пуэрто-Рико — Куба 3:0 (25:13, 25:22, 25:23).
9 июля
Пуэрто-Рико — Тринидад и Тобаго 3:2 (30:28, 25:20, 21:25, 26:28, 15:8); Куба — США 3:2 (18:25, 25:22, 25:23, 13:25, 15:13).
10 июля
Куба — Тринидад и Тобаго 3:0 (25:15, 30:28, 25:19); США — Пуэрто-Рико 3:0 (25:22, 25:21, 25:14).

### Группа С
| М | Команда   | 1   | 2   | 3   | 4   | И | В | П | С/П | О  |
| - | --------- | --- | --- | --- | --- | - | - | - | --- | -- |
| 1 | Бразилия  |     | 3:2 | 3:0 | 3:2 | 3 | 3 | 0 | 9:4 | 11 |
| 2 | Колумбия  | 2:3 |     | 3:0 | 3:2 | 3 | 2 | 1 | 8:5 | 10 |
| 3 | Мексика   | 0:3 | 0:3 |     | 3:0 | 3 | 1 | 2 | 3:6 | 5  |
| 4 | Аргентина | 2:3 | 2:3 | 0:3 |     | 3 | 0 | 3 | 4:9 | 4  |

8 июля
Бразилия — Мексика 3:0 (25:21, 25:19, 25:17); Колумбия — Аргентина 3:2 (25:16, 25:16, 22:25, 18:25, 17:15).
9 июля
Бразилия — Колумбия 3:2 (18:25, 24:26, 25:16, 25:23, 15:13); Мексика — Аргентина 3:0 (25:20, 25:15, 25:20).
10 июля
Колумбия — Мексика 3:0 (25:15, 25:22, 25:12); Бразилия — Аргентина 3:2 (20:25, 25:20, 25:15, 19:25, 15:6).

## Плей-офф

### Классификационные матчи
11 июля
Играют команды, занявшие в группах третьи места, и команда, имеющая лучшие показатели среди аутсайдеров групп.
Куба — Аргентина 3:2 (25:18, 21:25, 14:25, 25:23, 15:8).
Перу — Мексика 3:1 (16:25, 25:22, 31:29, 34:32).

### Четвертьфинал
11 июля
Играют команды, занявшие в группах вторые места, и команда, имеющая худшие показатели среди победителей групп.
США — Колумбия 3:0 (25:12, 25:17, 25:17).
Доминиканская Республика — Пуэрто-Рико 3:2 (25:21, 18:25, 21:25, 25:22, 15:10).

### Полуфинал за 9—12 места
12 июля
Проигравшие в классификационных матчах играют против двух команд, занявших в группах предварительного этапа последние места.
Аргентина - Коста-Рика 3:0 (25:16, 25:13, 25:12).
Мексика — Тринидад и Тобаго 3:1 (25:15, 25:15, 19:25, 25:17).

### Полуфинал за 5—8 места
12 июля
Проигравшие в матчах 1/4-финала играют против победителей классификационных матчей
Колумбия — Куба 3:0 (25:20, 25:21, 25:17).
Пуэрто-Рико — Перу 3:0 (25:20, 25:16, 25:20).

### Матч за 11-е место
13 июля
Тринидад и Тобаго — Коста-Рика 3:0 (26:24, 25:18, 25:16).

### Матч за 9-е место
13 июля
Аргентина — Мексика 3:1 (23:25, 25:22, 25:22, 25:19).

### Полуфинал за 1—4 места
13 июля
Победители двух групп предварительного этапа играют против победителей матчей 1/4-финала
Доминиканская Республика — Бразилия 3:0 (25:16, 25:12, 25:23).
США — Канада 3:1 (25:18, 23:25, 25:23, 25:19).

### Матч за 7-е место
14 июля
Куба — Перу 3:1 (25:23, 38:40, 25:11, 25:22).

### Матч за 5-е место
14 июля
Колумбия — Пуэрто-Рико 3:2 (25:15, 22:25, 21:25, 25:21, 15:12).

### Матч за 3-е место
14 июля
Канада — Бразилия 3:0 (25:19, 25:20, 25:21).

### Финал
| 14 июля 2018 | \| США \| 3:2 norceca.net \| Доминиканская Республика \| \| Лорен Карлини Симон Ли (7) Сара Уилхайт (15) Хейли Вашингтон (14) Айяна Абукусумо-Уитни (27) Чиака Огбогу (21) Аманда Бенсон (либеро) Адора Анэ (2) Джордин Поултер Кэди Рольфзен \| Голы \| Аннерис Варгас (5) Ниверка Марте Фрика (5) Кандида Ариас (3) Йонкайра Пенья (13) Джина Мамбру (3) Брайелин Мартинес (21) Бренда Кастильо (либеро) Гайла Гонсалес (16) Бетания де ла Крус (2) Присилья Ривера (3) Марианне Ферсола \| | Санто-Доминго. Palacio de Voleibol «Prof. Ricardo Gioriber Arias» 6500 зрителей |
| Счёт по партиям — 24:26, 21:25, 25:21, 25:19, 15:8. Время матча — 2 часа 13 минут. Судьи: Брайан Чарлз, Луис Масиас.                                                              | | |
| США | 3:2 norceca.net | Доминиканская Республика |
| Лорен Карлини Симон Ли (7) Сара Уилхайт (15) Хейли Вашингтон (14) Айяна Абукусумо-Уитни (27) Чиака Огбогу (21) Аманда Бенсон (либеро) Адора Анэ (2) Джордин Поултер Кэди Рольфзен | Голы | Аннерис Варгас (5) Ниверка Марте Фрика (5) Кандида Ариас (3) Йонкайра Пенья (13) Джина Мамбру (3) Брайелин Мартинес (21) Бренда Кастильо (либеро) Гайла Гонсалес (16) Бетания де ла Крус (2) Присилья Ривера (3) Марианне Ферсола |

## Итоги

### Положение команд
| США                      |
| Доминиканская Республика |
| Канада                   |
| 4. Бразилия              |
| 5. Колумбия              |
| 6. Пуэрто-Рико           |
| 7. Куба                  |
| 8. Перу                  |
| 9. Аргентина             |
| 10. Мексика              |
| 11. Тринидад и Тобаго    |
| 12. Коста-Рика           |

### Призёры
США: Джордин Поултер, Джастин Вонг-Орантес, Лорен Карлини, Кристел Риверс, Симон Ли, Сара Уилхайт, Адора Анэ, Хейли Вашингтон, Айяна Абукусумо-Уитни, Аманда Бенсон, Пэйдж Тэпп, Мэллори Маккейдж, Кэди Рольфзен, Чиака Огбогу. Тренер — Джона Ньюман-Гончар.
  Доминиканская Республика: Аннерис Варгас Вальдес, Марианне Ферсола Норберто, Бренда Кастильо, Камиль Домингес Мартинес, Ниверка Марте Фрика, Кандида Ариас Перес, Марифранчи Родригес, Присилья Ривера Бренс, Йонкайра Пенья Исабель, Джина Мамбру Касилья, Бетания де ла Крус де Пенья, Брайелин Мартинес, Гайла Гонсалес Лопес, Ларисмер Мартинес Каро. Тренер — Маркос Квик.
  Канада: Джессика Найлз, Отумн Бэйли, Даниэль Смит, Брианна Бимиш, Алисия Огомс, Алекса Ли Грэй, Дженнифер Кросс, Сара Чейз, Шайна Джозеф, Кристен Монкс, Алисия Перрин, Меган Кир, Эмили Маглио, Кьера ван Рик. Тренер — Марчелло Аббонданца.

### Индивидуальные призы
| - MVP Лорен Карлини - Лучшие нападающие-доигровщики Брайелин Мартинес Элина Родригес - Лучшие блокирующие Чиака Огбогу Мелисса Ранхель - Лучшая связующая Лорен Карлини - Лучшая диагональная нападающая Кристль Эсдель | - Лучшая либеро Бренда Кастильо - Лучшая на подаче Кьера ван Рик - Лучшая на приёме Бренда Кастильо - Лучшая в защите Бренда Кастильо - Самая результативная Кристль Эсдель |